# Джейкоб Шапіро
Джейкоб «Ґурра» Шапіро (англ. Jacob "Gurrah" Shapiro; 5 травня 1899, Одеса — 9 червня 1947, Оссінінг, Нью-Йорк) — американський злочинець, гангстер єврейського походження, що в парі з Льюїсом «Лепке» Бухалтером контролював рекет промислової праці в Нью-Йорку протягом двох десятиліть і заснував організацію Murder, Inc.

## Біографія

### Раннє життя
Джейкоб Шапіро народився 5 травня 1899 року в місті Одеса Херсонської губернії.

### Злочинна діяльність

#### Початок
Бухалтер виконував роль «мозку», а Шапіро забезпечував м'язи в альянсі, який тривав десятиліттями. Незабаром Шапіро і Бухалтер познайомилися з майбутніми мафіозі Меєром Ланськи та Лакі Лучіяно, які були протеже мафіозі Арнольда Ротштейна.

#### Трудовий рекетир
Заохочені Ротштейном, Шапіро та Бухалтер вийшли на прибуткову арену нью-йоркського трудового рекету, працюючи на Джейкоба Орґена. Він раніше відвоював контроль над цим рекетом у Натана Каплана у десятирічній війні за робочу силу. Гангстери проникали до професійних спілок у Швейному кварталі Мангеттену, нападали та вбивали профспілкових лідерів, щоб отримати контроль над профспілками. Потім гангстери запровадили систему відкатів і здирництва з профспілкових внесків, одночасно вимагаючи від виробників одягу погрозами страйків.
Пропрацювавши деякий час на Орґена, Шапіро і Бухалтер почали планувати захоплення його бізнесу. Розуміючи, що Шапіро і Бухалтер становлять загрозу, Орґен об'єднався з братами Едді та Джеком «Леґз» Даймондом.
Незабаром Шапіро і Бухалтер зробили свій хід. 15 жовтня 1927 року Орґен і Джек Даймонд стояли на розі Делансі та Норфолк-стріт у Нижньому Іст-Сайді. Двоє озброєних людей (імовірно, Шапіро і Бухалтер) під'їхали до рогу. Один з них вийшов із машини та почав стріляти, в той час, як водій почав стріляти зсередини машини. Орґен був убитий миттєво, а Джек Даймонд — важко поранений. Після смерті Орґена Шапіро і Бухалтер перебрали на себе операцію з рекету робочої сили. Незабаром обидва партнери почали масові побори як з профспілок, так і з бізнесу, створивши величезну кримінальну монополію у Швейному кварталі.

#### Murder, Inc.
Хоча вважається, що пара заснувала Murder Inc., підприємство вже процвітало, коли вони стали одним з головних клієнтів поряд з «Національним злочинним синдикатом», конфедерацією злочинних сімей, створеною Лучіяно і Ланськи в 1929 році. Синдикат був створений, щоб уникнути кривавих бандитських війн 1920-х років, створивши організацію з повноваженнями посередника в суперечках між організованою злочинністю та покарання правопорушників. Murder, Inc. слугувала виконавчим органом Синдикату.

#### Тиск уряду
На початку 1930-х років прокурор США Томас Едмунд Дьюї почав переслідувати членів організованої злочинності в Нью-Йорку. Тиск, створений Дьюї, був таким, що в 1935 році мафіозі Голландець Шульц звернувся до Національного злочинного синдикату з проханням схвалити вбивство Дьюї. Шапіро та Анастасія погодилися з Шульцом, але Бухалтер і решта членів Синдикату відхилили його прохання. Убивство прокурора суперечило традиціям мафії, стверджувала більшість, і лише посилить федеральне розслідування організованої злочинності та, можливо, викриє сам Синдикат. Насправді Синдикат настільки злякався пропозиції Шульца, що згодом наказав Бухалтеру вбити Шульца. 23 жовтня 1935 року Шульц і кілька його соратників були застрелені в ресторані в Ньюарку, штат Нью-Джерсі, бойовиками Murder, Inc.
Невдовзі після смерті Шульца, Шапіро та Бухалтер стали об'єктом розслідування Дьюї. У жовтні 1936 року Шапіро і Бухалтер були визнані винними відповідно до антитрестівського закону Шермана і засуджені до двох років ув'язнення у в'язниці Сінг-Сінг. Після винесення вироку Шапіро переховувався протягом року. Однак 14 квітня 1938 року він нарешті здався агентам Федерального бюро розслідувань (ФБР) і був відправлений до в'язниці. 5 травня 1944 року Шапіро був визнаний винним у змові та вимаганні та засуджений до 15 років довічного позбавлення волі.
За кілька місяців до засудження у 1944 році Шапіро нібито таємно передав записку Бухалтеру, якого тоді судили в Нью-Йорку за вбивство. У записці було лише: «Я ж тобі казав». 4 березня 1944 року Бухалтер був убитий електричним струмом у в'язниці. Шапіро був переконаний, що якби Дьюї був убитий, він та інші залишилися б на волі.

### Смерть
До самої смерті Шапіро залишався у в'язниці Сінг-Сінг в Оссінінгу, штат Нью-Йорк та помер від серцевого нападу в 1947 році. Згодом Джейкоб Шапіро був похований на цвинтарі Монтефьор, Спринґфілд Ґарденс, Квінз

## Додаткова література
- Block, Alan A. East Side-West Side: Organizing Crime in New York, 1930–1950. New Brunswick, New Jersey: Transaction Publishers 1983. ISBN 0-87855-931-0.
- Ellis, Edward Robb. The Epic Of New York City: A Narrative History. New York: Carroll & Graf Publishers, 2005. ISBN 0-7867-1436-0.
- Fried, Albert. The Rise and Fall of the Jewish Gangster in America. New York: Holt, Rinehart and Winston, 1980. ISBN 0-231-09683-6.
- Katcher, Leo. The Big Bankroll: The Life and Times of Arnold Rothstein. New York: Da Capo Press, 1994. ISBN 0-306-80565-0.
- Jacobs, James B., Christopher Panarella and Jay Worthington. Busting the Mob: The United States Vs. Cosa Nostra. New York: NYU Press, 1994. ISBN 0-8147-4230-0.
- O'Kane, James M. The Crooked Ladder: Gangsters, Ethnicity and the American Dream. New Brunswick, New Jersey: Transaction Publishers, 1994. ISBN 0-7658-0994-X.
- Peterson, Robert W. Crime & the American Response. New York: Facts on File, 1973. ISBN 0-87196-227-6.
- Pietrusza, David. Rothstein: The Life, Times, and Murder of the Criminal Genius Who Fixed the 1919 World Series. New York: Carroll & Graf Publishers, 2003. ISBN 0-7867-1250-3.
- Reppetto, Thomas A. American Mafia: A History of Its Rise to Power. New York: Henry Holt & Co., 2004. ISBN 0-8050-7798-7.
- Sorin, Gerald. The Nurturing Neighborhood: The Brownsville Boys' Club and Jewish Community in Urban America, 1940–1990. New York: NYU Press, 1992. ISBN 0-8147-7939-5.
- Cohen, Rich. Tough Jews: Fathers, Sons, and Gangster Dreams. New York: Simon & Schuster, 1998. ISBN 0-375-70547-3.
- Almog, Oz, Kosher Nostra Jüdische Gangster in Amerika, 1890–1980; Jüdischen Museum der Stadt Wien; 2003, Text Oz Almog, Erich Metz, ISBN 3-901398-33-3.